# 平戸市立山田小学校
平戸市立山田小学校（ひらどしりつ やまだしょうがっこう、Hirado City Yamada Elementary School）は、長崎県平戸市生月町山田免にある公立小学校。略称は「山田小」（やまだしょう）。生月島の南部に位置している。
2026年（令和8年）3月末をもって閉校し、平戸市立生月小学校へ統合される予定である。

## 概要
歴史
1875年（明治8年）に開校した「第五大学区第四中学区舘小学校」を前身とする。2025年（令和7年）に創立150周年を迎えた。2026年（令和8年）に閉校し、151年の歴史に幕を下ろす（予定）。
校訓
「誠・愛・勇」 - 1930年（昭和5年）に制定。
校章
八稜鏡背景にして、中央に校名の「山田」の文字（縦書き）を置いている。
校歌
1930年（昭和5年）に制定。歌詞は5番まであり、2番と4番に校名の「山田校」が登場する。また3番に校訓の「誠・愛・勇」が登場する。
校区
住所表記で平戸市生月町の後に「山田、舘浦（たちうら）」が続く地域。中学校は平戸市立生月中学校区。

## 沿革
- 1875年（明治8年）1月16日 - 学制に基づき、山田村の法善寺の一室を借用し、「第五大学区第四中学区舘小学校」が開校。初代校長は植木抱謙。
- 1882年（明治15年）4月1日 - 教育令の施行により、「公立下等舘小学校」に改称。
- 1886年（明治19年）9月8日 - 小学校令の施行により、簡易科の指定を受け「簡易舘小学校」（3年制）に改称。
- 1889年（明治22年）4月1日 - 町村制の施行により、生月村立の小学校となる[4]。
- 1891年（明治24年）1月20日 - 尋常科を設置し、「尋常舘小学校」（4年制）に改称。
- 1893年（明治26年）4月1日 - 「山田尋常小学校」と改称。高等小学校に進学しない児童を対象にした補習科を設置。
- 1903年（明治36年）
  - 3月16日 - 校舎を増築。
  - 7月1日 - 補習科を廃止し、山田実業補習学校を併設。
- 1907年（明治40年）3月 - 嘱託で学校医を設置。
- 1908年（明治41年）4月1日 - 小学校令の一部改正により、義務教育期間が尋常科4年から尋常科6年に延長されたため、尋常科5年を新設。
- 1909年（明治42年）4月1日 - 尋常科6年を新設。
- 1910年（明治43年）7月 - 義務教育期間の延長で収容児童が増加し、校舎が手狭になったことから、校舎を増築。
- 1921年（大正10年）
  - 3月28日 - 高等科（2年制）を併置。
  - 4月1日 - 「山田尋常高等小学校」（尋常科6年・高等科2年）に改称。
- 1926年（大正15年）12月 - 新校舎が完成し移転を完了。
- 1927年（昭和2年）12月 - 校舎を増築。
- 1930年（昭和5年）5月7日 - 校訓・校歌・校旗を制定。
- 1932年（昭和7年）12月26日 - 奉安殿が完成。
- 1935年（昭和10年）5月10日 - 青年学校令の施行により、併設の山田実業補習学校が山田青年学校に改称。
- 1940年（昭和15年）4月17日 - 生月村が町制施行により、生月町となる。
- 1941年（昭和16年）4月1日 - 国民学校令の施行により、「生月町山田国民学校」に改称（初等科6ヶ年・高等科2ヶ年）。尋常科を初等科に改称。
- 1947年（昭和22年）4月1日 - 学制改革（六・三制の実施）が行われる。
  - 旧・山田国民学校の初等科が改組され、「生月町立山田小学校」が発足。
  - 旧・山田国民学校の高等科と山田青年学校の普通科が改組され、生月町立山田中学校（新制中学校）が発足し、山田小学校に併設される。
- 1955年（昭和30年）4月 - 小学校の隣接地に中学校の新校舎が完成。
- 1956年（昭和31年）6月18日 - 講堂（体育館）が完成。
- 1961年（昭和36年）3月 - 給食調理室が完成。
- 1962年（昭和37年）4月16日 - ミルク給食を開始。
- 1964年（昭和39年）
  - 3月 - 理科室・準備室を増築。
  - 5月 - 寄贈により、なかよしの像を建立。
- 1967年（昭和42年）4月1日 - 併設の山田中学校が生月町立生月中学校に統合される。
  - 生月中学校の新校舎が完成するまでの間、生月中学校山田校舎として校舎の使用は継続される。
- 1969年（昭和44年）3月 - 生月中学校の新校舎が完成し、中学生が移転を完了。これにより併設は解消され、小学校単独校となる。
- 1970年（昭和45年）12月22日 - プールが完成。
- 1972年（昭和47年）4月 - センター方式による完全給食を開始。
- 1975年（昭和50年）1月16日 - 創立100周年記念式典を挙行。
- 1978年（昭和53年）3月31日 - 鉄筋コンクリート造校舎（A棟）が完成。
- 1979年（昭和54年）
  - 3月 - 鉄筋コンクリート造校舎（B棟）が完成。
  - 4月 - 全生徒の移転を完了。
  - 12月 - 体育館が完成。
- 1981年（昭和56年）
  - 2月 - 観察池が完成。
  - 10月1日 - 運動場が完成。
- 1991年（平成3年）7月31日 - 生月大橋が開通し、平戸島とつながる。
- 2005年（平成17年）10月1日 - 生月町が平戸市に編入され、「平戸市立山田小学校」（現校名）に改称。
- 2026年（令和8年）
  - 2月22日 - 閉校記念式典を挙行（予定）[1]。
  - 3月31日 - 平戸市立生月小学校への統合により、閉校（予定）[1]。

## アクセス
最寄りのバス停
- 生月自動車（生月バス）「館浦漁協前」バス停

最寄りの国道・県道
- 長崎県道42号平戸生月線

## 周辺
- 平戸市立山田保育所
- （私立）山田幼稚園
- 舘浦郵便局
- カトリック山田教会

## 参考資料
- 「生月町史」（1997年（平成9年）2月25日, 生月町郷土誌編纂委員会・生月町教育委員会）

## 関連事項
- 長崎県小学校一覧
- 山田小学校